# Musaranya elefant de quatre dits
La musaranya elefant de quatre dits (Petrodromus tetradactylus) és una espècie de musaranya elefant, l'única del gènere Petrodromus. És originària d'Angola, la República Democràtica del Congo, Kenya, Malawi, Moçambic, Sud-àfrica, Tanzània, Zàmbia, Zimbàbue i, possiblement, Namíbia. Els seus hàbitats naturals són els boscos secs tropicals o subtropicals, els boscos humits de terres baixes tropicals o subtropicals, les montanes humides tropicals o subtropicals i les sabanes humides.